# غولييلمو غونزاغا

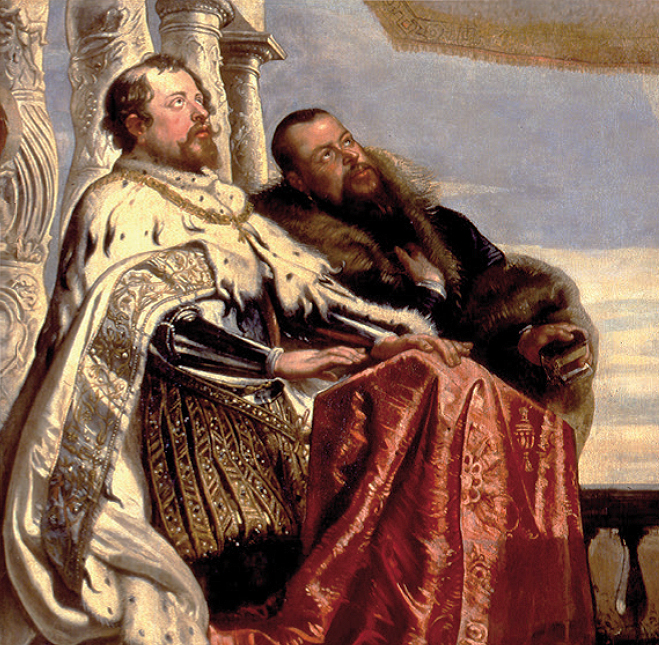
Peter Paul Rubens: Vincenzo I Gonzaga (a sinistra) e Guglielmo Gonzaga (a destra; part. della Pala della Trinità; Mantova, Palazzo Ducale)

غولييلمو غونزاغا (مانتوفا، 24 أبريل 1538 - غويتو، 14 أغسطس 1587)دوق مانتوفا ومونفيراتو.
النجل الثاني لفيديريكو الثاني غونزاغا ومارغريتا باليولوغا، خـَلـَف شقيقه الدوق فرانشيسكوالثالث في سنة 1550 بعد وفاته دون أبناء ذكور.
أكد سيادته على مونفيراتو بمعاهدة صلح كاتيو - كامبريس. كاسال السيطرة في 1569، كان دائما من غيرة على استقلالها من مونفيراتو، مع ضراوة القمع. في 1573 أصبح دوق، المركيز من تلك الحقبة، بما مونفيراتو. لقد كان من حسن مدير المجالات، وراعي الفنون، الموسيقي) هو نفسه مؤلف)، وهواة جمع الأعمال الفنية. كما كانت عناية كبيرة للجيش. انه سياسي داهية وماكرة وقادرة على أن تظل مستقلة من الحكام من الزمن (البابوية، الإمبراطورية، القوى مثل إسبانيا وفرنسا).
separatore
separatore